# NGC 453
NGC 453は、うお座にある三重星である。1881年11月10日に、エドゥアール・ステファンによって記録されたのが最初とみられる。
ニュージェネラルカタログには、「非常に暗く、非常に小さく、丸く、非常に暗い恒星を含んでいる」と記されている。